# محمد زینو
محمد زینو (عربی: محمد زينو؛ زادهٔ ۵ فوریهٔ ۱۹۸۳) یک ورزشکار اهل سوریه است.
از باشگاه‌هایی که در آن بازی کرده‌است می‌توان به باشگاه ورزشی النصر کویت، باشگاه ورزشی العربی کویت، باشگاه فوتبال الشرطه دمشق، باشگاه فوتبال الکرامه سوریه، الجیش سوریه، باشگاه ورزشی السالمیه کویت، باشگاه فوتبال راه‌آهن، باشگاه ورزشی المعیذر، و تیم ملی فوتبال سوریه اشاره کرد.
وی همچنین در تیم ملی فوتبال سوریه بازی کرده است.
او همچنین سابقه بازی در باشگاه فوتبال راه‌آهن را دارد